# دي إف-17
دي إف-17 هو صاروخ باليستي متوسط المدى يعمل بالوقود الصلب، صمم لكي يثبت عليه دي إف-زد إف. تم الكشف عن الصاروخ رسمياً في 1 أكتوبر 2019.